# Leichtathletik-Weltmeisterschaften 1995/Kugelstoßen der Männer

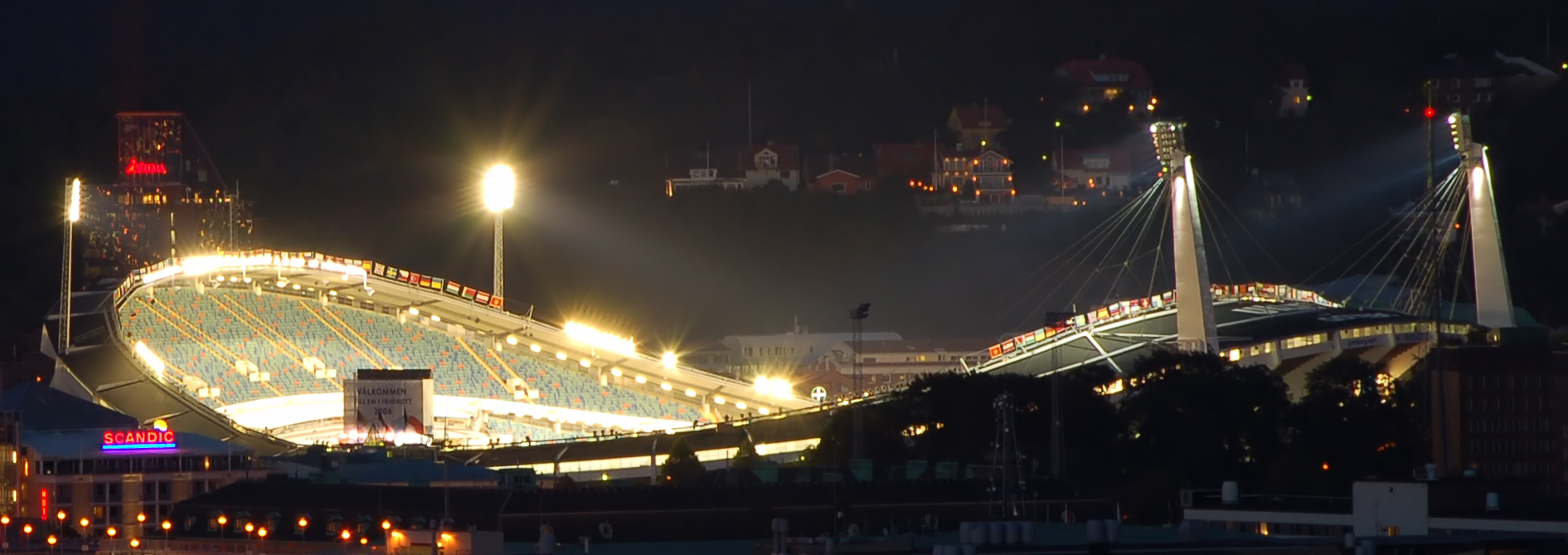
Das Göteborger Ullevi-Stadion im Jahr 2006

Das Kugelstoßen der Männer bei den Leichtathletik-Weltmeisterschaften 1995 wurde am 8. und 9. August 1995 im Göteborger Ullevi-Stadion ausgetragen.
Die Kugelstoßer aus den Vereinigten Staaten errangen in diesem Wettbewerb mit Gold und Bronze zwei Medaillen. Seinen ersten von drei WM-Titeln gewann John Godina. Er siegte vor dem Finnen Mika Halvari. Bronze ging an den WM-Dritten von 1993, Olympiadritten von 1988 und Weltrekordinhaber Randy Barnes.

## Bestehende Rekorde
| Weltrekord               | 23,12 m | Randy Barnes   | Los Angeles, USA        | 20. Mai 1990    |
| Weltmeisterschaftsrekord | 22,23 m | Werner Günthör | WM 1987 in Rom, Italien | 29. August 1987 |

Der bestehende WM-Rekord wurde bei diesen Weltmeisterschaften nicht eingestellt und nicht verbessert.

## Qualifikation
8. August 1995, 15:45 Uhr
31 Teilnehmer traten in zwei Gruppen zur Qualifikationsrunde an. Die Qualifikationsweite für den direkten Finaleinzug betrug 19,80 m. Sieben Athleten übertrafen diese Marke (hellblau unterlegt). Das Finalfeld wurde mit den fünf nächstplatzierten Sportlern auf zwölf Werfer aufgefüllt (hellgrün unterlegt). So mussten schließlich 19,00 m für die Finalteilnahme erbracht werden.

### Gruppe A

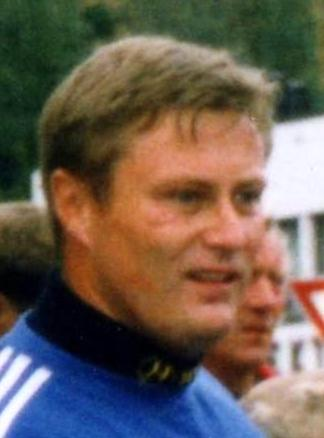
Mit seinen 18,84 m scheiterte Georg Andersen in der Qualifikation

| Platz | Name                | Nation             | Resultat (m) |
| 1     | Mika Halvari        | Finnland           | 20,40        |
| 2     | Brent Noon          | USA                | 19,84        |
| 3     | Roman Wirastjuk     | Ukraine            | 19,74        |
| 4     | Aljaksandr Klimenka | Ukraine            | 19,22        |
| 5     | Saulius Kleiza      | Litauen            | 18,99        |
| 6     | Georg Andersen      | Norwegen           | 18,84        |
| 7     | Arsi Harju          | Finnland           | 18,79        |
| 8     | Alessandro Andrei   | Italien            | 18,74        |
| 9     | Kent Larsson        | Schweden           | 18,77        |
| 10    | Yojer Medina        | Venezuela          | 18,58        |
| 11    | Thorsten Herbrand   | Deutschland        | 18,30        |
| 12    | Mark Proctor        | Großbritannien     | 18,08        |
| 13    | Corrado Fantini     | Italien            | 17,89        |
| 14    | Miroslav Menc       | Tschechien         | 17,54        |
| 15    | Oakland Salavea     | Amerikanisch-Samoa | 12,80        |
| DNS   | Pétur Guðmundsson   | Island             |              |

### Gruppe B

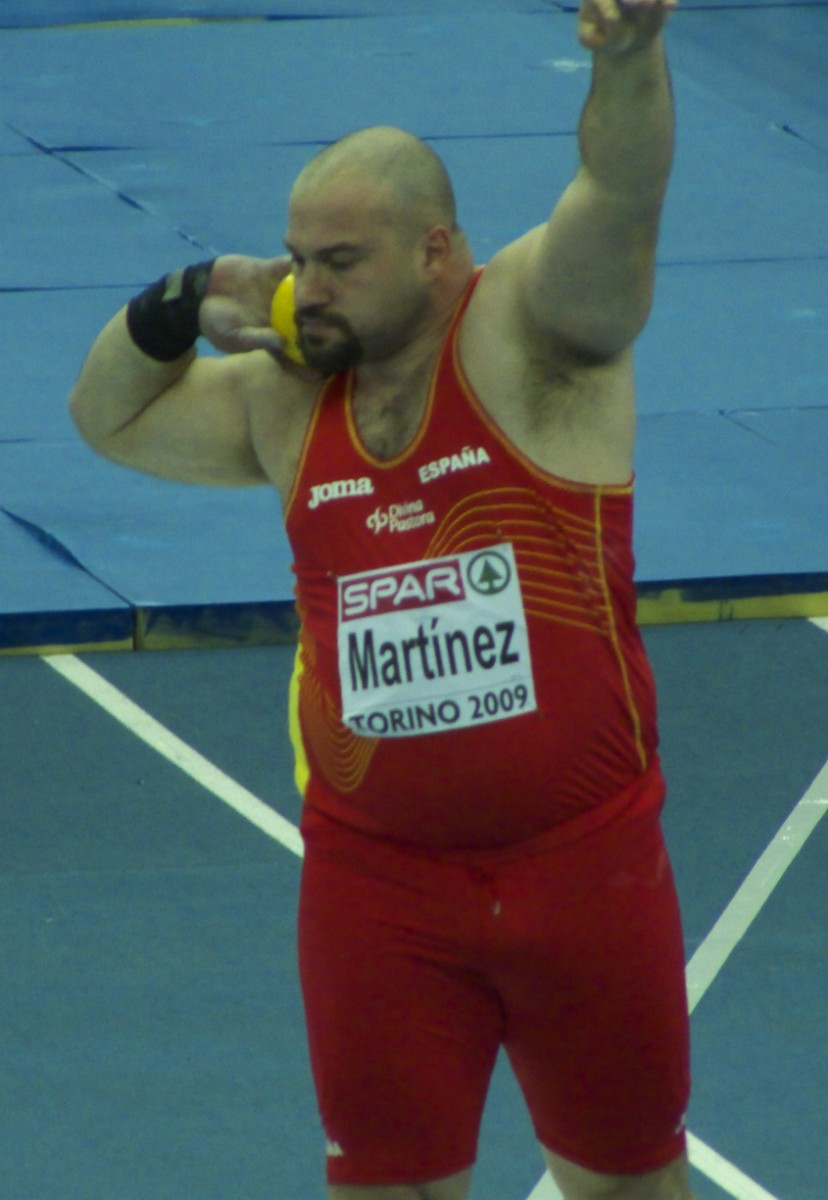
Manuel Martínez reichten 18,50 m nicht zur Finalteilnahme

| Platz | Name                 | Nation       | Resultat (m) |
| 1     | Randy Barnes         | USA          | 21.30        |
| 2     | Oleksandr Bahatsch   | Ukraine      | 20,62        |
| 3     | John Godina          | USA          | 19,99        |
| 4     | Oliver-Sven Buder    | Deutschland  | 19,91        |
| 5     | Markus Koistinen     | Finnland     | 19,88        |
| 6     | Paolo Dal Soglio     | Italien      | 19,47        |
| 7     | Bilal Saad Mubarak   | Katar        | 19,01        |
| 8     | Dsmitryj Hantscharuk | Belarus      | 19,00        |
| 9     | Jonny Reinhardt      | Deutschland  | 18,89        |
| 10    | Sergei Rubzow        | Kasachstan   | 18,81        |
| 11    | Manuel Martínez      | Spanien      | 18,50        |
| 12    | Henrik Wennberg      | Schweden     | 18,38        |
| 13    | Christian Nebl       | Österreich   | 18,33        |
| 14    | Sergey Kot           | Usbekistan   | 17,03        |
| 15    | Aufata Faleata       | Westsamoa    | 11,04        |
| NM    | Konstantinos Kollias | Griechenland | ogV          |

## Legende
Kurze Übersicht zur Bedeutung der Symbolik – so üblicherweise auch in sonstigen Veröffentlichungen verwendet:
| – | verzichtet |
| x | ungültig   |

## Finale
9. August 1995, 18:30 Uhr
| Platz | Name                 | Nation      | Resultat (m) | 1. Versuch (m)                          | 2. Versuch (m)                          | 3. Versuch (m)                          | 4. Versuch (m)                              | 5. Versuch (m)                              | 6. Versuch (m)                              |
| 1     | John Godina          | USA         | 21,47        | 21,47                                   | 20,54                                   | 19,82                                   | 19,26                                       | 19,97                                       | –                                           |
| 2     | Mika Halvari         | Finnland    | 20,93        | 20,22                                   | x                                       | 20,19                                   | 20,33                                       | 20,93                                       | 20,35                                       |
| 3     | Randy Barnes         | USA         | 20,41        | 19,47                                   | 20,22                                   | 20,41                                   | x                                           | x                                           | x                                           |
| 4     | Oleksandr Bahatsch   | Ukraine     | 20,38        | 20,38                                   | 20,23                                   | 20,27                                   | 20,28                                       | x                                           | 20,16                                       |
| 5     | Brent Noon           | USA         | 20,13        | 20,13                                   | 19,19                                   | x                                       | 19,59                                       | x                                           | 20,01                                       |
| 6     | Oliver-Sven Buder    | Deutschland | 20,11        | 20,11                                   | x                                       | 20,04                                   | x                                           | 19,45                                       | x                                           |
| 7     | Roman Wirastjuk      | Ukraine     | 19,66        | 19,66                                   | 18,94                                   | 19,13                                   | x                                           | x                                           | x                                           |
| 8     | Dsmitryj Hantscharuk | Belarus     | 19,38        | 19,38                                   | 19,21                                   | 19,30                                   | 19,22                                       | x                                           | x                                           |
| 9     | Paolo Dal Soglio     | Italien     | 19,38        | Ablauf in den Quellen nicht aufgelistet | Ablauf in den Quellen nicht aufgelistet | Ablauf in den Quellen nicht aufgelistet | nicht im Finale der besten acht Kugelstoßer | nicht im Finale der besten acht Kugelstoßer | nicht im Finale der besten acht Kugelstoßer |
| 10    | Markus Koistinen     | Finnland    | 19,34        | Ablauf in den Quellen nicht aufgelistet | Ablauf in den Quellen nicht aufgelistet | Ablauf in den Quellen nicht aufgelistet | nicht im Finale der besten acht Kugelstoßer | nicht im Finale der besten acht Kugelstoßer | nicht im Finale der besten acht Kugelstoßer |
| 11    | Bilal Saad Mubarak   | Katar       | 18,56        | Ablauf in den Quellen nicht aufgelistet | Ablauf in den Quellen nicht aufgelistet | Ablauf in den Quellen nicht aufgelistet | nicht im Finale der besten acht Kugelstoßer | nicht im Finale der besten acht Kugelstoßer | nicht im Finale der besten acht Kugelstoßer |
| 12    | Aljaksandr Klimenka  | Ukraine     | 18,26        | Ablauf in den Quellen nicht aufgelistet | Ablauf in den Quellen nicht aufgelistet | Ablauf in den Quellen nicht aufgelistet | nicht im Finale der besten acht Kugelstoßer | nicht im Finale der besten acht Kugelstoßer | nicht im Finale der besten acht Kugelstoßer |

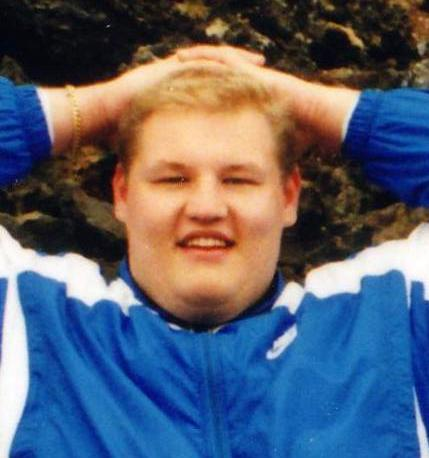
Vizeweltmeister Mika Halvari
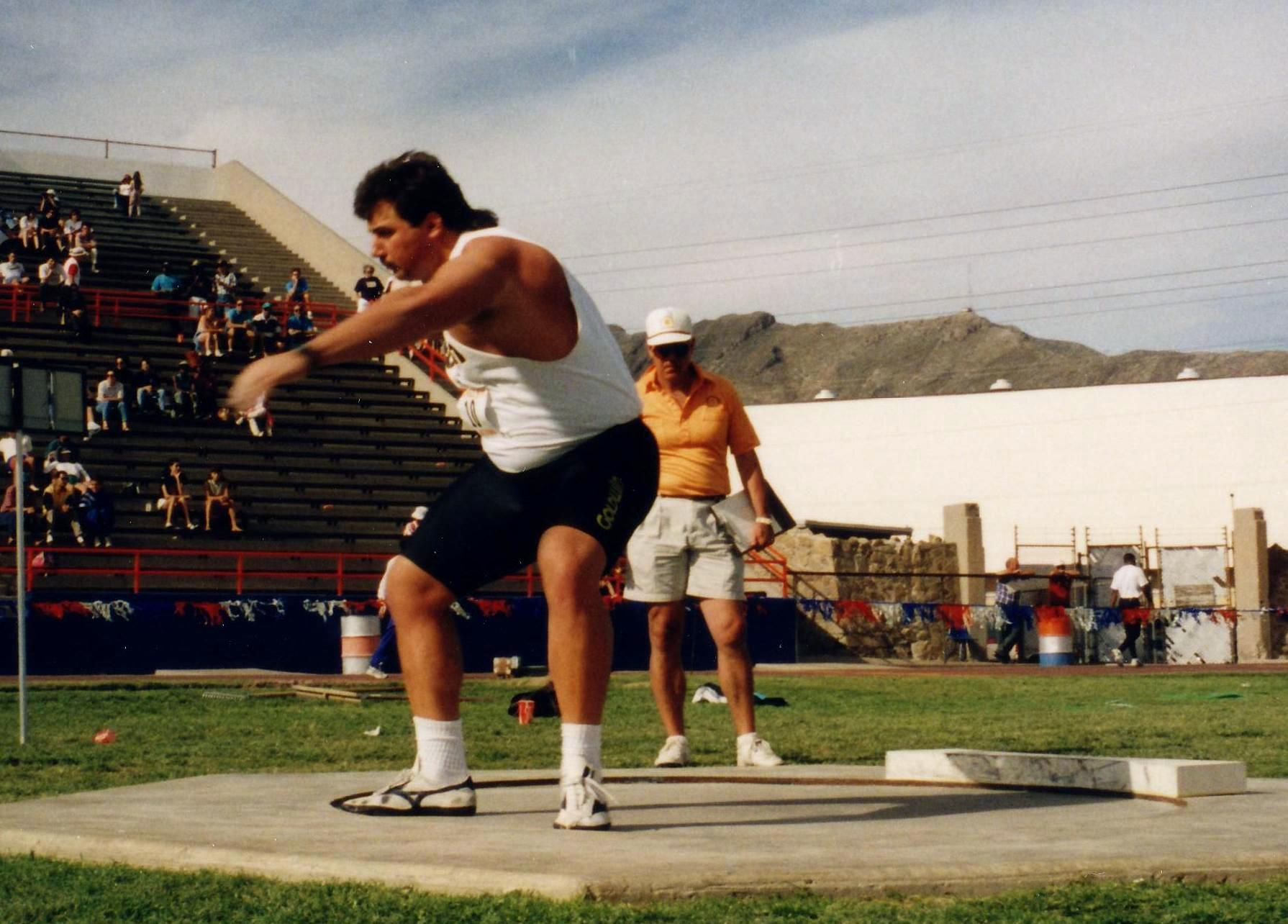
Bronzemedaillengewinner Randy Barnes, er war 1993 WM-Dritter, 1988 Olympiadritter und Inhaber des Weltrekords – 1996 wurde er Olympiasieger
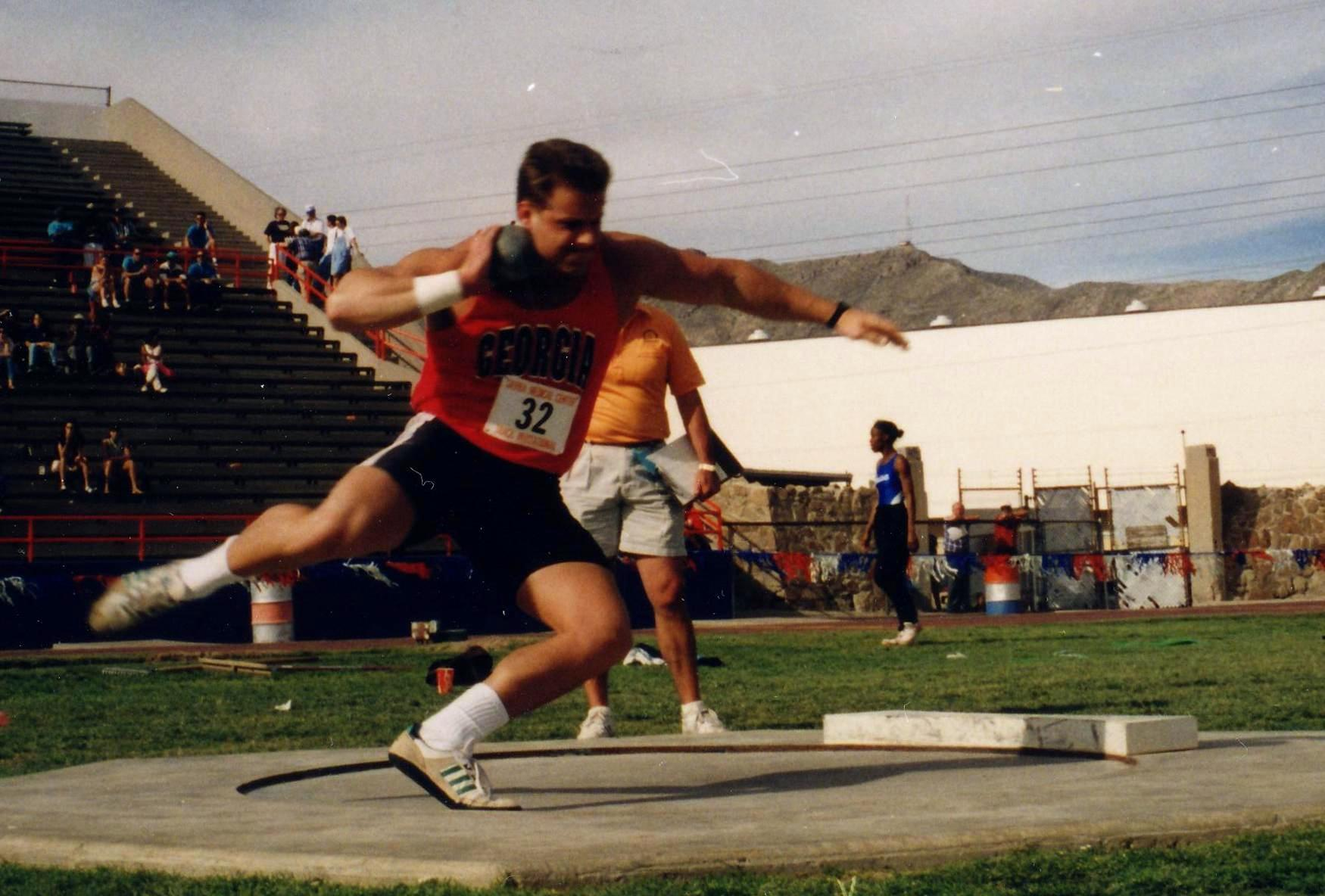
Brent Noon belegte Rang fünf

## Video
- Men's Shot Put Final - 1995 IAAF World Athletics Championships auf youtube.com, abgerufen am 2. Juni 2020